# Norra Ockran
Norra Ockran är en sjö i Rättviks kommun i Dalarna och ingår i Dalälvens huvudavrinningsområde. Sjön är 9,5 meter djup, har en yta på 0,434 kvadratkilometer och befinner sig 213 meter över havet.

## Delavrinningsområde
Norra Ockran ingår i det delavrinningsområde (677088-147013) som SMHI kallar för Ovan 677422-147040. Medelhöjden är 282 meter över havet och ytan är 18,63 kvadratkilometer. Det finns inga avrinningsområden uppströms utan avrinningsområdet är högsta punkten. Ukerån som avvattnar avrinningsområdet har biflödesordning 3, vilket innebär att vattnet flödar genom totalt 3 vattendrag innan det når havet efter 377 kilometer. Avrinningsområdet består mestadels av skog (84 procent). Avrinningsområdet har 0,73 kvadratkilometer vattenytor vilket ger det en sjöprocent på 3,9 procent.